# Serie A (2005/2006)
Serie A 2005/2006 – 104. edycja najwyższej w hierarchii klasy mistrzostw Włoch w piłce nożnej, organizowanych przez Lega Nazionale, które odbyły się od 27 sierpnia 2005 do 14 maja 2006. Mistrzem pierwotnie został Juventus, zdobywając swój 29.tytuł, ale w związku z Aferą Calciopoli, skandalem, który dotknął włoską piłkę nożną w 2006 roku, w lipcu 2006 roku Juventusowi Turyn odebrano mistrzostwo z 2005 i 2006 roku i po ukaraniu Milanu tytuł mistrza został przydzielony Interowi. Również Lazio i Fiorentina zostały ukarane.

## Organizacja
Liczba uczestników pozostała bez zmian (20 drużyn). Empoli, Treviso i Ascoli awansowali z Serie B. Rozgrywki składały się z meczów, które odbyły się systemem kołowym u siebie i na wyjeździe, w sumie 38 rund: 3 punkty przyznano za zwycięstwo i po jednym punkcie w przypadku remisu. W przypadku równości punktów wyżej została sklasyfikowana drużyna, która uzyskała większą liczbę punktów i różnicę bramek zdobytych w meczach bezpośrednich (więcej goli), a jeśli nadal była sytuacja nierozstrzygnięta, to większa liczba punktów i różnica bramek zdobytych w końcowej klasyfikacji. Zwycięzca rozgrywek ligowych otrzymywał tytuł mistrza Włoch. Trzy ostatnie drużyny spadało bezpośrednio do Serie B.

## Drużyny
| Uczestnicy poprzedniej edycji                                                                                 | Uczestnicy poprzedniej edycji | Uczestnicy poprzedniej edycji | Uczestnicy poprzedniej edycji |
| --- | ----------------------------- | ----------------------------- | ----------------------------- |
| CAG | Cagliari                      | 12                            |                               |
| CHV | Chievo Verona                 | 15                            |                               |
| FIO | Fiorentina                    | 16                            |                               |
| INT | Inter Mediolan                | 3                             |                               |
| JUV | Juventus                      | 1                             |                               |
| LAZ | Lazio                         | 13                            |                               |
| LCE | Lecce                         | 11                            |                               |
| LIV | Livorno                       | 9                             |                               |
| MES | Messina                       | 7                             |                               |
| MIL | Milan                         | 2                             |                               |
| PAL | Palermo                       | 6                             |                               |
| PAR | Parma                         | 17                            |                               |
| REG | Reggina                       | 10                            |                               |
| ROM | Roma                          | 8                             |                               |
| SAM | Sampdoria                     | 5                             |                               |
| SIE | Siena                         | 14                            |                               |
| UDI | Udinese                       | 4                             |                               |
| Spadek z poprzedniej edycji                                                                                   |                               |                               |                               |
| BOL | Bologna                       | 18                            |                               |
| BRE | Brescia                       | 19                            |                               |
| ATA | Atalanta                      | 20                            |                               |
| Awans z Serie B 2004/2005                                                                                     |                               |                               |                               |
| EMP | Empoli                        | 1                             |                               |
| TRV | Treviso                       | 4                             |                               |
| ASC | Ascoli                        | 5                             |                               |
| Oznaczenia: - kolumna pierwsza – skróty nazw drużyn, - kolumna trzecia – miejsce zajęte w poprzednim sezonie. |                               |                               |                               |

## Tabela
| Lp. | Drużyna            | M  | Z  | R  | P  | B+ | B– | +/– | Pkt | Kwalifikacja lub spadek                     |
| --- | ------------------ | -- | -- | -- | -- | -- | -- | --- | --- | ------------------------------------------- |
| 1   | Inter Mediolan (C) | 38 | 23 | 7  | 8  | 68 | 30 | +38 | 76  | Kwalifikacja do fazy grupowej Ligi Mistrzów |
| 2   | Roma               | 38 | 19 | 12 | 7  | 70 | 42 | +28 | 69  | Kwalifikacja do fazy grupowej Ligi Mistrzów |
| 3   | Milan              | 38 | 28 | 4  | 6  | 85 | 31 | +54 | 58  | Kwalifikacja do rundy III Ligi Mistrzów     |
| 4   | Chievo Verona      | 38 | 13 | 15 | 10 | 54 | 49 | +5  | 54  | Kwalifikacja do rundy III Ligi Mistrzów     |
| 5   | Palermo            | 38 | 13 | 13 | 12 | 50 | 52 | −2  | 52  | Kwalifikacja do rundy I Pucharu UEFA        |
| 6   | Livorno            | 38 | 12 | 13 | 13 | 37 | 44 | −7  | 49  | Kwalifikacja do rundy I Pucharu UEFA        |
| 7   | Parma              | 38 | 12 | 9  | 17 | 46 | 60 | −14 | 45  | Kwalifikacja do rundy I Pucharu UEFA        |
| 8   | Empoli             | 38 | 13 | 6  | 19 | 47 | 61 | −14 | 45  |                                             |
| 9   | Fiorentina         | 38 | 22 | 8  | 8  | 66 | 41 | +25 | 44  |                                             |
| 10  | Ascoli             | 38 | 9  | 16 | 13 | 43 | 53 | −10 | 43  |                                             |
| 11  | Udinese            | 38 | 11 | 10 | 17 | 40 | 54 | −14 | 43  |                                             |
| 12  | Sampdoria          | 38 | 10 | 11 | 17 | 47 | 51 | −4  | 41  |                                             |
| 13  | Reggina            | 38 | 11 | 8  | 19 | 39 | 65 | −26 | 41  |                                             |
| 14  | Cagliari           | 38 | 8  | 15 | 15 | 42 | 55 | −13 | 39  |                                             |
| 15  | Siena              | 38 | 9  | 12 | 17 | 42 | 60 | −18 | 39  |                                             |
| 16  | Lazio              | 38 | 16 | 14 | 8  | 57 | 47 | +10 | 32  |                                             |
| 17  | Messina            | 38 | 6  | 13 | 19 | 33 | 59 | −26 | 31  |                                             |
| 18  | Lecce (R)          | 38 | 7  | 8  | 23 | 30 | 57 | −27 | 29  | Spadek do Serie B                           |
| 19  | Treviso (R)        | 38 | 3  | 12 | 23 | 24 | 56 | −32 | 21  | Spadek do Serie B                           |
| 20  | Juventus (D, R)    | 38 | 27 | 10 | 1  | 71 | 24 | +47 | 91  | Spadek do Serie B                           |

1. 1 2 3  Milan, Fiorentina i Lazio zostały ukarane przez odjęcie 30 punktów, wszystkie za zaangażowanie w Aferę Calciopoli[3].
2. ↑  Parma zakwalifikowała się do Pucharu UEFA tak jak finaliści Pucharu Włoch Inter Mediolan i Roma zakwalifikowały się do Ligi Mistrzów i Pucharu UEFA poprzez ich odpowiednie pozycje w mistrzostwach. O ostatecznych pozycjach Parmy i Empoli zadecydowały wyniki bezpośrednich spotkań.
3. ↑  Messina pozostała w Serie A w związku z ukaraniem Juventusu (spadek).
4. ↑  Juventus zakończył sezon na pierwszym miejscu, ale 14 lipca 2006 roku został zdeklasowany na ostatnie miejsce tabeli ligowej w związku z Aferą Calciopoli, a następnie zdegradowany do Serie B. Tytuł został oddany pod "sub judice", a następnie po sądach przydzielony Interowi Mediolan, drużynie zajmującej pierwsze miejsce po ukaranych klubach[4][3].

## Wyniki
| Gospodarz \ Gość | ASC | CAG | CHV | EMP | FIO | INT | JUV | LAZ | LCE | LIV | MES | MIL | PAL | PAR | REG | ROM | SAM | SIE | TRV | UDI |
| Ascoli           |     | 2:2 | 2:2 | 3:1 | 0:2 | 1:2 | 1:3 | 1:4 | 2:0 | 0:0 | 1:0 | 1:1 | 1:1 | 3:1 | 1:1 | 3:2 | 2:1 | 1:1 | 1:0 | 1:1 |
| Cagliari         | 2:1 |     | 2:2 | 4:1 | 0:0 | 2:2 | 1:1 | 1:1 | 0:0 | 1:1 | 1:1 | 0:2 | 1:1 | 3:1 | 0:2 | 0:0 | 2:0 | 1:0 | 0:0 | 2:1 |
| Chievo Verona    | 1:1 | 2:1 |     | 2:2 | 0:2 | 0:1 | 1:1 | 2:2 | 3:1 | 2:1 | 2:0 | 2:1 | 0:0 | 1:0 | 4:0 | 4:4 | 1:1 | 4:1 | 0:0 | 2:0 |
| Empoli           | 1:2 | 3:1 | 2:1 |     | 1:1 | 1:0 | 0:4 | 2:3 | 1:0 | 2:1 | 1:3 | 1:3 | 0:1 | 1:2 | 3:0 | 1:0 | 2:1 | 2:1 | 1:1 | 1:1 |
| Fiorentina       | 3:1 | 2:1 | 2:1 | 2:1 |     | 2:1 | 1:2 | 1:2 | 1:0 | 3:2 | 2:0 | 3:1 | 1:0 | 4:1 | 5:2 | 1:1 | 2:1 | 2:1 | 1:0 | 4:2 |
| Inter Mediolan   | 1:0 | 3:2 | 1:0 | 4:1 | 1:0 |     | 1:2 | 3:1 | 3:0 | 5:0 | 3:0 | 3:2 | 3:0 | 2:0 | 4:0 | 2:3 | 1:0 | 1:1 | 3:0 | 2:1 |
| Juventus         | 2:1 | 4:0 | 1:0 | 2:1 | 1:1 | 2:0 |     | 1:1 | 3:1 | 3:0 | 1:0 | 0:0 | 2:1 | 1:1 | 1:0 | 1:1 | 2:0 | 2:0 | 3:1 | 1:0 |
| Lazio            | 4:1 | 1:1 | 2:2 | 3:3 | 1:0 | 0:0 | 1:1 |     | 1:0 | 3:1 | 1:0 | 0:0 | 4:2 | 1:0 | 3:1 | 0:2 | 2:0 | 3:2 | 3:1 | 1:1 |
| Lecce            | 0:0 | 3:0 | 0:0 | 1:2 | 1:3 | 0:2 | 0:3 | 0:0 |     | 0:0 | 0:2 | 1:0 | 2:0 | 1:2 | 0:0 | 2:2 | 0:3 | 3:0 | 1:1 | 1:2 |
| Livorno          | 2:0 | 0:1 | 0:0 | 2:0 | 2:0 | 0:0 | 1:3 | 2:1 | 2:1 |     | 2:2 | 0:3 | 3:1 | 2:0 | 1:0 | 0:0 | 0:0 | 2:2 | 1:1 | 0:2 |
| Messina          | 1:1 | 1:0 | 2:0 | 0:3 | 2:2 | 1:2 | 2:2 | 1:1 | 2:1 | 0:0 |     | 1:3 | 0:0 | 0:1 | 1:1 | 0:2 | 1:4 | 0:0 | 3:1 | 2:1 |
| Milan            | 1:0 | 1:0 | 4:1 | 3:0 | 3:1 | 1:0 | 3:1 | 2:0 | 2:1 | 2:0 | 4:0 |     | 2:1 | 4:3 | 2:1 | 2:1 | 1:1 | 3:1 | 5:0 | 5:1 |
| Palermo          | 1:1 | 2:2 | 2:2 | 2:2 | 1:0 | 3:2 | 1:2 | 3:1 | 3:0 | 0:2 | 1:0 | 0:2 |     | 4:2 | 1:0 | 3:3 | 0:2 | 1:3 | 1:0 | 2:0 |
| Parma            | 0:0 | 1:0 | 2:1 | 1:0 | 2:4 | 1:0 | 1:2 | 1:1 | 2:0 | 2:1 | 1:1 | 2:3 | 1:1 |     | 4:0 | 0:3 | 1:1 | 1:1 | 1:1 | 1:2 |
| Reggina          | 2:0 | 3:1 | 1:3 | 0:2 | 1:1 | 0:4 | 0:2 | 1:0 | 2:0 | 1:1 | 3:0 | 1:4 | 2:2 | 2:1 |     | 0:3 | 2:1 | 1:1 | 1:2 | 2:0 |
| Roma             | 2:1 | 4:3 | 4:0 | 1:0 | 1:1 | 1:1 | 1:4 | 1:1 | 3:1 | 3:0 | 2:1 | 1:0 | 1:2 | 4:1 | 3:1 |     | 0:0 | 2:3 | 1:0 | 0:1 |
| Sampdoria        | 1:2 | 1:1 | 1:2 | 2:0 | 3:1 | 2:2 | 0:1 | 2:0 | 1:3 | 0:2 | 4:2 | 2:1 | 0:2 | 1:2 | 3:2 | 1:1 |     | 3:3 | 1:1 | 1:1 |
| Siena            | 1:1 | 2:1 | 0:1 | 1:0 | 0:2 | 0:0 | 0:3 | 2:3 | 1:2 | 0:0 | 4:2 | 0:3 | 1:2 | 2:2 | 0:0 | 0:2 | 1:0 |     | 1:0 | 2:3 |
| Treviso          | 2:2 | 1:2 | 1:2 | 1:2 | 1:3 | 0:1 | 0:0 | 0:1 | 2:1 | 0:1 | 0:0 | 0:2 | 2:2 | 0:1 | 0:1 | 0:1 | 0:2 | 0:1 |     | 2:1 |
| Udinese          | 1:1 | 2:0 | 1:1 | 1:0 | 0:0 | 0:1 | 0:1 | 3:0 | 1:2 | 0:2 | 1:0 | 0:4 | 0:0 | 2:0 | 1:2 | 1:4 | 2:0 | 1:2 | 2:2 |     |

Źródło: lega-calcio.it (wł.)
Objaśnienia:
1Drużyna gospodarzy jest wymieniona po lewej stronie tabeli.
Kolory: zielony – zwycięstwo gospodarzy, żółty – remis, różowy – zwycięstwo gości.

## Najlepsi strzelcy
| Bramki | Strzelcy            | Drużyna        |
| ------ | ------------------- | -------------- |
| 31 (2) | Luca Toni           | Fiorentina     |
| 23     | David Trezeguet     | Juventus       |
| 22 (5) | David Suazo         | Cagliari       |
| 19 (4) | Cristiano Lucarelli | Livorno        |
| 19 (4) | Francesco Tavano    | Empoli         |
| 19 (5) | Andrij Szewczenko   | Milan          |
| 17 (1) | Alberto Gilardino   | Milan          |
| 16     | Tommaso Rocchi      | Lazio          |
| 15 (3) | Julio Cruz          | Inter Mediolan |
| 15 (6) | Francesco Totti     | Roma           |

## Najlepsi asystenci
14 – Massimo Oddo (Lazio) 

12 – Franco Semioli (Chievo) 

11 – Mauro Camoranesi (Juventus) 

10 – Marco Marchionni (Parma)

## Najwięcej strzałów
705 – Inter 

685 – Milan 

605 – Juventus

## Skład mistrzów
| Zwycięzca Serie A 2005/06 |
| ------------------------- |
| Inter Mediolan 14 Tytuł   |

| formacja | Piłkarz (liczba meczów)   |
| --- | ------------------------- |
| Júlio César Zanetti Córdoba Samuel Favalli Figo Cambiasso Verón Stanković Adriano Martins (Cruz) | Júlio César (29)          |
| Júlio César Zanetti Córdoba Samuel Favalli Figo Cambiasso Verón Stanković Adriano Martins (Cruz) | Javier Zanetti (25)       |
| Júlio César Zanetti Córdoba Samuel Favalli Figo Cambiasso Verón Stanković Adriano Martins (Cruz) | Iván Córdoba (35)         |
| Júlio César Zanetti Córdoba Samuel Favalli Figo Cambiasso Verón Stanković Adriano Martins (Cruz) | Walter Samuel (27)        |
| Júlio César Zanetti Córdoba Samuel Favalli Figo Cambiasso Verón Stanković Adriano Martins (Cruz) | Giuseppe Favalli (23)     |
| Júlio César Zanetti Córdoba Samuel Favalli Figo Cambiasso Verón Stanković Adriano Martins (Cruz) | Luís Figo (34)            |
| Júlio César Zanetti Córdoba Samuel Favalli Figo Cambiasso Verón Stanković Adriano Martins (Cruz) | Esteban Cambiasso (34)    |
| Júlio César Zanetti Córdoba Samuel Favalli Figo Cambiasso Verón Stanković Adriano Martins (Cruz) | Juan Sebastián Verón (25) |
| Júlio César Zanetti Córdoba Samuel Favalli Figo Cambiasso Verón Stanković Adriano Martins (Cruz) | Dejan Stanković (23)      |
| Júlio César Zanetti Córdoba Samuel Favalli Figo Cambiasso Verón Stanković Adriano Martins (Cruz) | Adriano (30)              |
| Júlio César Zanetti Córdoba Samuel Favalli Figo Cambiasso Verón Stanković Adriano Martins (Cruz) | Obafemi Martins (28)      |
| Júlio César Zanetti Córdoba Samuel Favalli Figo Cambiasso Verón Stanković Adriano Martins (Cruz) | Trener: Roberto Mancini   |
| Pozostałe piłkarze: Julio Ricardo Cruz (31), David Pizarro (24), Marco Materazzi (22), Álvaro Recoba (20), Nicolás Burdisso (16), Kily González (16), Cristiano Zanetti (14), Santiago Solari (13), Pierre Womé (13), César (8), Francesco Toldo (8), Zé Maria (8), Siniša Mihajlović (5), Marco Andreolli (2), Ilario Aloe (1), Leonardo Bonucci (1), Domenico Germinale (1), Daniel Maa Boumsong (1), Paolo Orlandoni (1), Goran Slavkovski (1). |                           |